# Observations sur la Physique, sur L'Histoire Naturelle et sur les Arts
Observations sur la Physique, sur L'Histoire Naturelle et sur les Arts (abreviado Observ. Phys.) fue una revista ilustrada con descripciones botánicas que fue editada en Francia. Fueron publicados 43 números en los años
1778 hasta 1793.